# Ateuk Cut
Ateuk Cut is een bestuurslaag in het regentschap Aceh Besar van de provincie Atjeh, Indonesië. Ateuk Cut telt 272 inwoners (volkstelling 2010).